# Andrena polemediana
Andrena polemediana là một loài Hymenoptera trong họ Andrenidae. Loài này được Mavromoustakis mô tả khoa học năm 1956.